# Ihor Żdanow
Ihor Ołeksandrowycz Żdanow, ukr. Ігор Олександрович Жданов (ur. 29 grudnia 1967 w Winnicy) – ukraiński polityk i analityk, w latach 2014–2019 minister młodzieży i sportu.

## Życiorys
W 1992 ukończył historię na Uniwersytecie Kijowskim, a w 1994 aspiranturę z zakresu prawa na tej uczelni. Kształcił się następnie na londyńskim Thames Valley University.
W 1994 był przedstawicielem Łeonida Kuczmy w Centralnej Komisji Wyborczej, przez kolejny rok pracował w departamencie prawnym Administracji Prezydenta Ukrainy. W latach 1995–1997 i 1997–2005 był dyrektorem programów prawnych i politycznych w Centrum im. Razumkowa. Między tymi okresami pracował w Radzie Bezpieczeństwa Narodowego i Obrony Ukrainy. W 2004 został doradcą w ukraińskim parlamencie. Od 2005 do 2007 zatrudniony w aparacie partyjnym Ludowego Związku „Nasza Ukraina”, był zastępcą przewodniczącego centralnego komitetu wykonawczego i członkiem sztabów wyborczych. W 2008 został prezesem centrum analitycznego „Widkryta polityka”.
W wyborach w 2014 jako kandydat Batkiwszczyny uzyskał mandat deputowanego do Rady Najwyższej. 2 grudnia tegoż roku w drugim gabinecie Arsenija Jaceniuka objął stanowisko ministra młodzieży i sportu. Pozostał w rządzie mimo decyzji Batkiwszczyny o opuszczeniu koalicji. Utrzymał dotychczasowe stanowisko ministra również w powołanym 14 kwietnia 2016 rządzie Wołodymyra Hrojsmana. Zajmował je do 29 sierpnia 2019.